# Uvalde
Uvalde ist eine Stadt im Süden des US-Bundesstaats Texas und Verwaltungssitz (County Seat) des gleichnamigen Uvalde County. Die Gemeinde liegt an der Kreuzung des U.S. Highway 90 mit dem U.S. Highway 83. Das U.S. Census Bureau hat bei der Volkszählung 2020 eine Einwohnerzahl von 15.217 ermittelt.

## Geschichte
1855 als Encina von Reading Wood Black (1830–1867) gegründet, wurde die Stadt bereits 1856 im Zuge der Organisation des Countys in Uvalde, benannt nach dem spanischen Gouverneur Juan de Ugalde (Cádiz, Andalusien, 1729–1816), umbenannt.

### Amoklauf
Am 24. Mai 2022 wurde die Grundschule Robb Elementary School Schauplatz eines Amoklaufs. 21 Menschen wurden erschossen, darunter 19 Schüler, mindestens 16 Personen wurden verletzt. Der 18-jährige Täter lieferte sich Schusswechsel mit Sicherheitskräften und wurde getötet.

## Persönlichkeiten
Söhne und Töchter der Stadt
- John H. Collier (1898–1980), Generalleutnant der United States Army
- Dale Evans (1912–2001), Schauspielerin und Sängerin
- Dolph Briscoe (1923–2010), Politiker, Gouverneur von Texas
- Matthew McConaughey (* 1969), Schauspieler

mit Uvalde verbunden
- John Nance Garner (1868–1967), Politiker, Herausgeber und Jurist, Bezirksrichter in Uvalde, Vizepräsident der Vereinigten Staaten, auch hier verstorben